# 航海家計畫

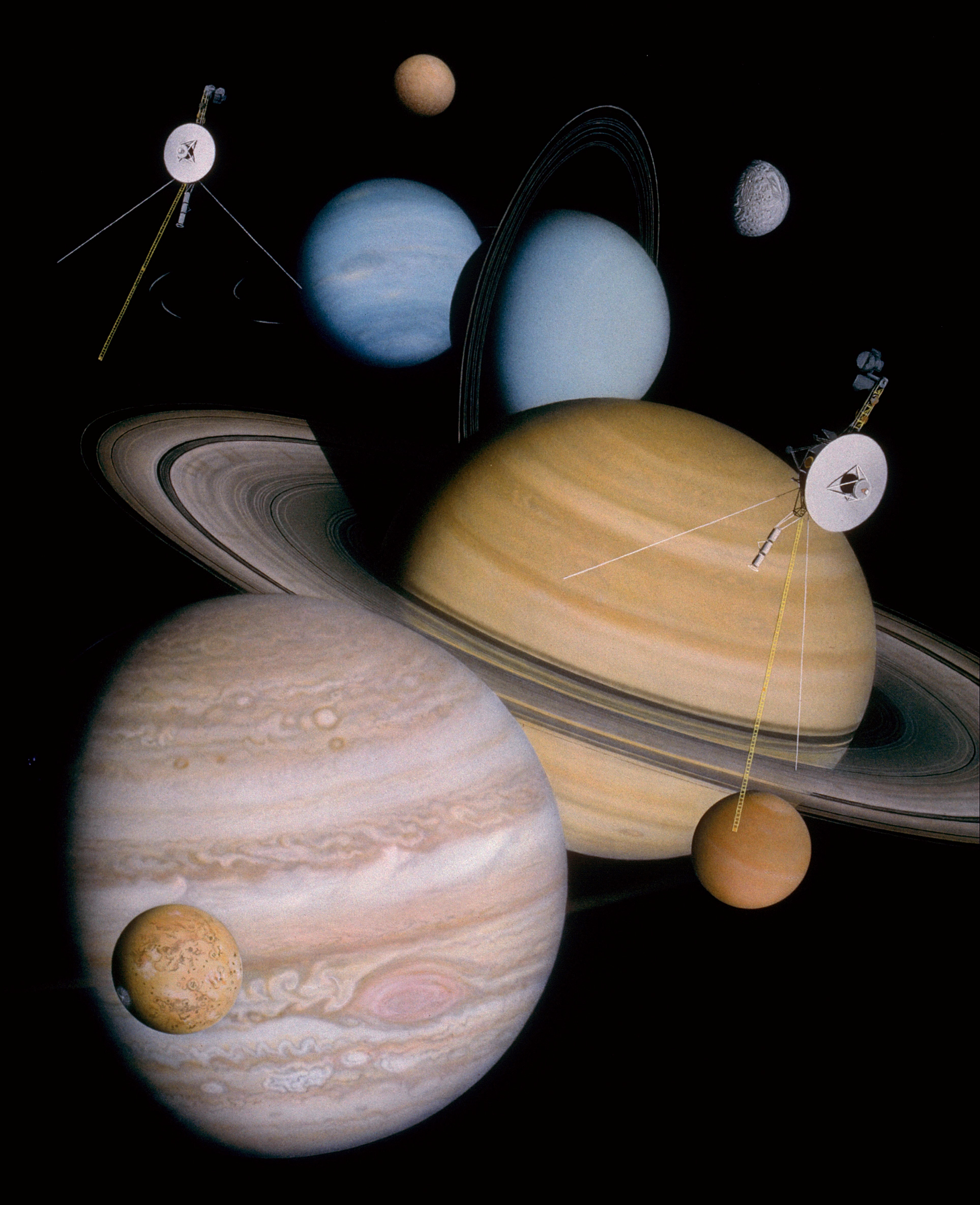
航海家計畫期間訪問的行星和衛星的海報。

航海家計畫（英語：Voyager program）是一項美國太空科學探測計畫，該計畫使用兩個無人空间探测器：航海家1號和航海家2號。它們都在1977年發射，並從1970年代末開始探測太陽系的行星，這利用木星和土星兩個氣體巨行星以及天王星和海王星兩個冰巨星的有利排列，透過逼近飞行它們並收集數據傳回地球。
截至2024年，航海家探測器仍在日球層頂外的星际空间中運行。航海家1號以相對於太陽每小時61,198公里（每小時38,027英里），即每秒17公里的速度移動，距離太陽24,475,900,000公里（1.52086×10^10英里），截至2024年5月25日，距離地球162天文單位（242億公里；151億英里）。2012年8月25日，來自航海家1號的數據顯示它已進入星際空間。
截至2024年，航海家2號以相對於太陽每小時55,347公里（每小時34,391英里），即每秒15公里的速度移動，距離太陽20,439,100,000公里（1.27003×10^10英里），截至2024年5月25日，距離地球136.627天文單位（204億公里；127億英里）。2019年11月5日，來自航海家2號的數據顯示它也進入了星際空間。2019年11月4日，科學家報告稱，航行者2號探測器在2018年11月5日正式到達星際介質（ISM），這是一個超出太陽風影響的外太空區域，截至2023年，航海者2號仍是唯一曾訪問過天王星和海王星的太空探測器。
2018年8月，NASA根據新视野号的結果確認了太陽系外緣存在一個“氫牆”，該現象最早於1992年由兩個航海家探測器探測到。

## 歷史

利用重力拖曳使航海家太空船能夠拜訪太陽系外側的行星，並且達到逃離太陽系所需要的軌道速度。

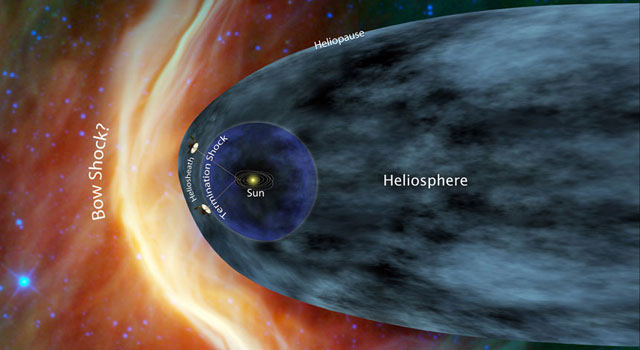
航海家1號被認為在2004年末抵達日鞘

航海家計畫原本被當成水手號計劃的一部分，並分別被命名為水手11號與水手12號。然後它們被轉移到一個獨立的計畫：木星－土星水手計畫，後來則改稱為航海家計畫。這是因為天文學家認為探測器的設計已經大幅超過水手號計畫的探測器，所以它們值得獲得一個獨立的名稱。航海家計畫基本上是行星之旅計畫（Planetary Grand Tour
，它是1960年代末及1970年代初所發展的計畫）的縮小版本。行星之旅計畫發射一對探測器飛越所有的外行星，但是後來由於預算遭到削減而取消。然而到了最後，航海家計畫還是完成行星之旅計畫所有的飛越目標（除了冥王星以外，在當時被國際天文聯會認為是一顆行星）。
航海者2號是計畫中第一個發射的探測器。它的軌道被科學家設計可以利用一個不尋常的便捷路線來探測天王星與海王星。雖然航海家1號則比它的姊妹探測器還要晚發射，但是因為利用更快速的軌道，讓它能夠較早到達木星及土星，而不探測其他的外行星。
航海家1號在1990年代超越速度較慢的先鋒10號，成為距離地球最遠的人造物體。直到目前為止，它將繼續保持這項紀錄，因為它的推進方式比目前已知的推進方式都還要快，所以發射時速度甚至更快新地平線號也無法超越它，因為新地平線號最後的運行速度（在太陽系內）也將低於航海家1號目前的速度。航海家1號與先鋒10號也是目前宇宙中相距最遠的人造物體，因為它們的運行方向幾乎是完全相反。
天文學家一直定期與航海家1號與2號進行接觸，藉此監測太陽系的廣大區域。探測器上的放射性電源仍在持續生產電力，所以天文學家可以藉此測定太陽層頂的位置。航海家1號在2003年底開始發送的數據似乎表明它已經越過日鞘，但這些數據的解釋仍有爭議。現在科學家普遍認為，航海家1號是在2004年12月越過日鞘，但是太陽層頂的距離仍然未知。
截至2013年6月為止，航海家1號距離太陽已經超過186億公里（124.5天文單位），因此它已經進入日鞘，這是位於太陽系內部的終端震波地區與星際空間（或星際物質）之間的區域，星際空間是一個廣闊的區域，同時受到太陽與銀河系的影響。光線從太陽需要花費超過17個小時才能到達探測器。
截至2013年6月為止，航海家2號距離太陽約152.4億公里（約101.9天文單位），也已經進入日鞘。航海家2號上面搭載的儀器在2007年12月10日傳回地球的數據顯示太陽系其實是不對稱的。

## 任務

### 航海家1號

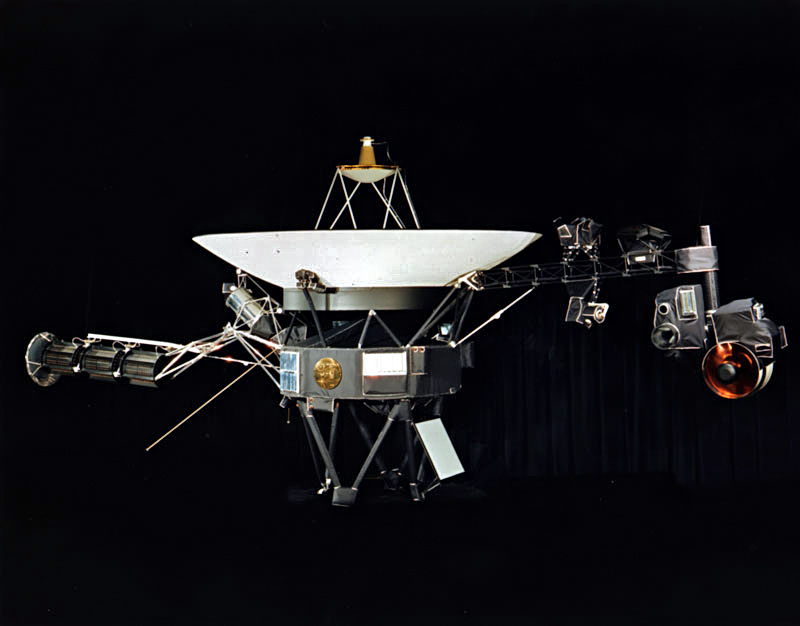
航海家1號

航海家1號在1979年1月開始對木星進行拍攝。並在同年的3月5日距離木星最近，僅有349,000公里。而航海家1號在48小時的近距離飛行時間中，得以對木星的衛星、環、磁場以輻射作出深入研究及拍攝高解析度的照片。航海家1號也在木衛一上發現了火山活動。
航海家1號於1980年11月掠過土星，於11月12日最接近土星，距離土星最高雲層124,000公里（77,000英里）。航海家1號探測到土星環的結構比想像中還要複雜，並對土衛六上的濃密大氣層進行了觀測。但是這次靠近土衛六的決定使航海家1號受到了額外的重力影響，最終導致探測器離開了黃道，終止了它的行星探測任務。

### 航海家2號
航海家2號在1979年7月9日最接近木星，在距離木星雲頂570,000公里（350,000英里）處掠過。這次探測發現了幾個環繞木星的環，並拍攝了一些木衛一的照片。
航海家2號在1981年8月25日最接近土星。它使用雷達針對土星的大氣層上部進行探測，並量度了氣溫及密度等資料。航海家2號發現高層位置（氣壓相當於7百帕時）的氣溫為70K（−203 °C），而在低層位置（氣壓相當於120百帕）則量度出143K（−130 °C）的溫度。
航海家2號在1986年1月24日最接近天王星，並旋即發現了10個之前未知的天然衛星。另外航海家2號亦探測了天王星由其自轉軸傾斜97.77°緣故而獨特的大氣層，並觀察了他的行星環系統。
航海家2號在1989年8月25日最接近海王星。由於這是航海家2號最後一顆能夠造訪的行星，所以決定將它的航道調校至靠近海衛一的地方。航海家2號也在探測中發現了海王星的大黑斑。

## 航海家金唱片
航海家1號和2號兩者都攜帶了一張鍍金的唱片，其中包含了來自地球的圖片和聲音，在封面上有符號和圖示說明如何操作這張唱片和詳細指示地球所在的位置。訊息被組合成一個時間囊，取得這張金唱片的任何一個星際文明、外星人，甚至未來的人類，都能還原航海家計畫的訊息。這些紀錄的內容是由卡爾·薩根主持的一個委員會選擇的。

## 外部連結
- NASA Voyager website
- Voyager Spacecraft Lifetime
- Space Exploration - Robotic Missions[]
- NASA Facts - Voyager Mission to the Outer Planets (PDF format) （页面存档备份，存于）
- Voyager 1 and 2 atlas of six Saturnian satellites (PDF format) 1984 （页面存档备份，存于）
- Mission state (more often than not at least 3 months out of date) （页面存档备份，存于）
- JPL Voyager Telecom Manual （页面存档备份，存于）
- Spacecraft Escaping the Solar System - current positions and diagrams
- NPR: Science Friday 8/24/07 Interviews for 30th anniversary of Voyager spacecrafts